# Sciopero della fame

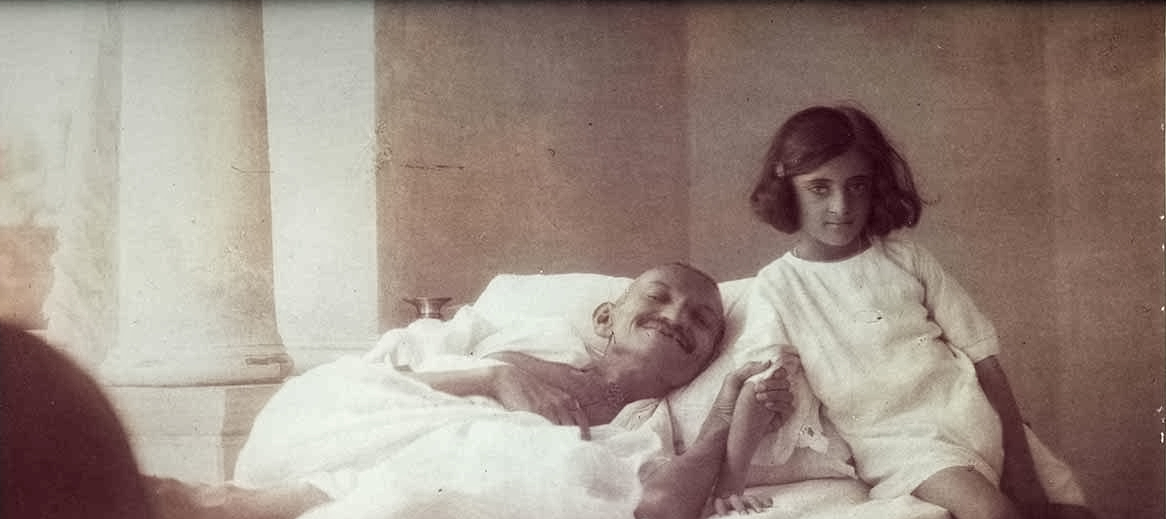
Mahatma Gandhi con una giovane Indira Gandhi durante il suo sciopero della fame, 1924

Uno sciopero della fame è una forma di protesta nonviolenta caratterizzata dal digiuno degli scioperanti.

## Storia antica
Il digiuno fu usato come metodo di protesta già nell'Irlanda pre-cristiana, dove fu conosciuto come Troscad o Cealachanìì. È descritto dettagliatamente nei codici civili contemporanei, e ha regole specifiche secondo cui debba essere usato. Lo sciopero della fame è spesso svolto vicino agli obiettivi contro cui si lotta, anche per dare visibilità all'operazione. In India, la pratica del dharna, una forma di sciopero della fame dove il manifestante digiuna di fronte alla porta dell'obiettivo, fu abolita nel 1861 dal governo; questo indica l'esistenza del fenomeno già da prima di questa data.

## Gandhi
Mahatma Gandhi fu incarcerato nel 1922, nel 1930, nel 1933 e nel 1942. A causa dell'importanza acquisita da Gandhi nel mondo, è chiaro che le autorità britanniche non desideravano permettergli di morire durante la sua custodia carceraria. Gandhi partecipò a due famosi scioperi della fame. Col primo protestò contro le regole inglesi in India, col secondo protestò contro le regole autocratiche della nuova India indipendente.

## Suffragetteinglesi
All'inizio del XX secolo le suffragette portarono spesso avanti scioperi della fame nelle prigioni inglesi. Marion Dunlop fu la prima, nel 1909: fu rilasciata poiché le autorità non volevano che diventasse una martire. Anche altre suffragette intrapresero in prigione scioperi della fame. Le autorità penitenziarie le obbligarono al nutrimento forzato, che fu categorizzato come una forma di tortura. Mary Clarke e diverse altre morirono come risultato del nutrimento forzato con un sondino nasale e un imbuto. Nel 1913 il "Prisoner's Temporary Discharge of Ill Health Act" (soprannominato "Cat and Mouse Act", l'Atto del gatto e del topo) cambiò la propria politica. Gli scioperi della fame erano tollerati ma, al sopraggiungere di problemi di salute, le prigioniere venivano rilasciate per ricevere cure mediche; al termine del ricovero, esse venivano riportate in prigione per terminare di scontare la pena.

## Repubblicani Irlandesi
Questa tattica fu usata anche dai repubblicani irlandesi fin dal 1917 e successivamente durante la Guerra anglo-irlandese negli anni venti; il più famoso caso fu quello del sindaco di Cork Terence MacSwiney, che morì durante il suo sciopero nella prigione di Brixton nell'ottobre 1920.
I primi casi di scioperi della fame furono neutralizzati grazie al nutrimento forzato che culminò nel 1917 con la morte di Thomas Ahse nel carcere di Mountjoy, a Dublino. Il libro del Guinness dei primati riporta, come record mondiale, uno sciopero della fame, senza nutrimento forzato, lungo 94 giorni, raggiunto dall'11 agosto al 12 novembre 1920 da John e Peter Crowley,
Thomas Donovan, Michael Burke, Michael O'Reilly, Christopher Upton, John Power, Joseph Kenny e Seán Hennessy alla prigione di Cork. Dopo la fine della Guerra civile irlandese nel 1923, oltre 8000 prigionieri dell'IRA fecero uno sciopero della fame per protestare contro la loro detenzione continua. Comunque, gli scioperi furono revocati senza la morte di nessuno.
Tra il 1980 e il 1981 ci furono due scioperi della fame nel Carcere di Maze, nella località di Long Kesh (Irlanda del Nord). Il primo sciopero della fame durò dal 27 ottobre 1980 al 18 dicembre 1980 mentre il secondo sciopero della fame durò dal 1º marzo 1981 al 3 ottobre 1981.
Bobby Sands fu il primo di dieci prigionieri repubblicani irlandesi, militanti dell'IRA e dell'INLA, a morire durante il secondo sciopero della fame irlandese nel 1981. Questo sciopero della fame fu una protesta contro la revoca del governo inglese dello stato di prigionieri di guerra per i prigionieri paramilitari nell'Irlanda del Nord.
Ci fu un sostegno diffuso, per l'iniziativa degli scioperanti, da parte dei repubblicani Irlandesi e, in generale, nella comunità nazionalista irlandese all'interno dell'intera isola.
Alcuni degli scioperanti della fame furono eletti nei parlamenti irlandesi e inglesi da un elettorato che voleva registrare il proprio disgusto all'intransigenza del governo inglese.
Gli uomini sopravvissero senza cibo per dieci settimane in media, ingerendo solo acqua e sale.
Gli scioperi della fame causarono un aumento della popolarità dell'IRA e del Sinn Féin, il suo braccio politico.

## Prigionieri politici in Turchia
Ispirati dai repubblicani irlandesi, i prigionieri politici turchi svilupparono una tradizione di scioperi della fame che continua ancora oggi. Dopo la soppressione dei nascenti movimenti civili socialisti, per via di un colpo di Stato nel 1980, molti militanti, come anche attivisti civili, vennero imprigionati in condizioni inumane. In risposta alle torture e ai maltrattamenti dei prigionieri politici, il primo sciopero della fame venne lanciato nel 1984, e costò la vita di 4 militanti del Dev-Sol: Abdullah Meral, Haydar Başbağ, Fatih Öktülmüş and Hasan Telci.
Negli anni seguenti, i movimenti socialisti sono stati sempre più marginalizzati e costretti a nascondersi. Comunque, molti gruppi Marxisti/Leninisti militanti sono sopravvissuti. Per questo motivo, il numero di prigionieri politici è sempre stato alto. Nel 1996, quando il ministro nazionalista del governo Islamista/Conservatore avviò una politica di isolamento dei prigionieri politici, cominciò un nuovo sciopero della fame, con la partecipazione di diversi gruppi militanti di sinistra. Lo sciopero durò 69 giorni e costò 12 vite, e l'atteggiamento indifferente del governo provocò una forte protesta pubblica. Come risultato, grazie all'iniziativa di intellettuali come Yaşar Kemal, Zülfü Livaneli e Orhan Pamuk, venne raggiunto un accordo tra governo e prigionieri. Questi ultimi riacquistarono molti dei loro diritti, il che fu da loro considerata una vittoria.
L'ultima ondata di scioperi della fame in Turchia, che è diventata cronica negli ultimi anni, venne avviata contro le prigioni di "tipo F", progettate per una efficiente segregazione dei prigionieri politici. Il progetto venne sviluppato a partire dal 1997, e gli scioperi iniziarono il 20 ottobre del 2000, con la richiesta che non venissero aperte le prigioni "tipo F", da parte di una grossa coalizione di gruppi militanti, che questa volta comprendevano i separatisti curdi del Partito dei Lavoratori del Kurdistan (PKK). Il risultato fu tragico. Il 19 dicembre 2000, la nuova coalizione di governo decise di spezzare lo sciopero con la forza, in un'operazione battezzata "Ritorno alla vita". Tale operazione fu contrastata da una resistenza ben organizzata da parte dei prigionieri, che provocò la morte di 28 prigionieri e 2 soldati. Da allora, le prigioni "tipo F" e gli scioperi della fame ad esse correlati sono diventati un argomento quotidiano. Secondo l'organizzazione dei parenti dei prigionieri, 101 prigionieri sono morti e oltre 400 hanno sofferto per malattie irrecuperabili, in particolare la sindrome di Wernicke-Korsakoff. I governi turchi hanno sempre negato le accuse di maltrattamento dei prigionieri, e il presidente Ahmet Necdet Sezer ha graziato dei prigionieri malati, solo per essere poi criticato dall'estrema destra, dato che molti dei militanti rilasciati sono stati catturati o uccisi nel corso di scontri con le forze di sicurezza. Secondo il governo 189 scioperanti hanno ricevuto la grazia presidenziale dal 2000.

## Gwynfor Evans
Nel 1980, il politico nazionalista gallese Gwynfor Evans minacciò di attuare uno sciopero della fame, allo scopo di costringere l'appena eletto governo conservatore a mantenere la promessa elettorale di creare un canale televisivo in lingua gallese. Il governo capitolò e il canale iniziò le trasmissioni entro la fine dell'anno.

## Diritti degli animali
L'attivista animalista britannico Barry Horne morì il 5 novembre 2001 dopo una serie di quattro scioperi della fame, il più lungo dei quali durò 68 giorni (dal 6 ottobre al 13 dicembre 1998) lasciandolo parzialmente cieco e con danni ai reni.

## Il "Movimento cittadino" in Cabilia
Nel corso degli avvenimenti della primavera nera del 2001 in Cabilia (Algeria), nacque e si sviluppò un "Movimento cittadino" che traduceva in un'organizzazione democratica alternativa alle istituzioni dello Stato le istanze di libertà e di democrazia della popolazione della regione. Il Movimento si organizzò secondo strutture ancestrali (gli Aarch) e stilò un documento di rivendicazioni (la piattaforma di El Kseur). Il duro confronto con le autorità conobbe diverse fasi. Da parte dei Cabili fu costante il boicottaggio totale di ogni scadenza elettorale, e dopo l'ennesimo scacco nelle elezioni locali dell'autunno 2002, cominciò una campagna di arresti dei "delegati" dei villaggi nel Movimento cittadino. Per tutta risposta, i delegati arrestati ricorsero a una serie di scioperi della fame, che raggiunsero anche una durata preoccupante e portarono diversi prigionieri a rischiare seriamente la propria vita.
Il 26 novembre iniziò uno sciopero della fame a Bugia (27 detenuti di cui 7 delegati), il 3 dicembre a Tizi-Ouzou (5 detenuti: Tahat Alik, Lyès Makhlouf, Mohamed Nekkah, Mouloud Chebheb, Rachid Allouache e Belaïd Abrika), il 6 dicembre a Bouira (7 detenuti: Arezki Lalmi, Hidouche Akkal, Idir Derbal, Farid Derbal, Amar Bahmed, Ahmed Bouchneb e Amar Berkane). Lo sciopero dei prigionieri di Tizi Ouzou si concluse il 13 gennaio 2003, dopo 41 giorni, vista l'impossibilità di piegare la cinica indifferenza del governo algerino, che non avrebbe esitato a lasciar morire gli scioperanti (dopo un mese di sciopero l'unico commento del ministro degli interni, Zerhouni, era stato che si meravigliava che fossero ancora in vita), e vista anche la totale assenza di sostegno internazionale, a causa della mancanza di copertura mediatica degli avvenimenti.

## In Italia
Il politico italiano Marco Pannella, storico leader del Partito Radicale, ha utilizzato in più occasioni questo strumento di lotta nonviolenta. Pannella ha sempre legato i suoi scioperi, nei quali si alimentava solo con alcuni cappuccini, a rivendicazioni legate al rispetto del diritto da parte delle autorità pubbliche.
Prima di lui Danilo Dolci e Aldo Capitini hanno utilizzato in Italia questo strumento di lotta politica.
L'indipendentista sardo Salvatore "Doddore" Meloni è morto il 17 luglio 2017, dopo 66 giorni di sciopero della fame, nel carcere di Uta (Cagliari).

## Situazione legale nel mondo
L'associazione mondiale dei medici nell'articolo 6 della dichiarazione di Tokyo del 1975 dichiara che i medici non devono intraprendere l'alimentazione forzata in alcune circostanze: "Quando un prigioniero rifiuta l'alimentazione ed è considerato dal medico come capace di formare un giudizio oggettivo e razionale riguardo alle conseguenze di tale rifiuto, sul prigioniero o sulla prigioniera non sarà eseguita alcuna operazione. La decisione relativa alla capacità del prigioniero di formare un tal giudizio dovrebbe essere confermata da almeno un medico indipendente. Le conseguenze del rifiuto di alimentazione saranno spiegate dal medico al prigioniero."
Questo principio fu ribadito nel 1998 dalla World Health Organization adottato nello stesso anno dal Consiglio dei ministri della Comunità Europea (CE.98.008, art. 60/63) dove si esplicita però che se le condizioni dello scioperante peggiorano significativamente i medici devono fare rapporto all'autorità appropriata che prenderà provvedimenti in accordo con la legislazione nazionale.
La associazione medica americana è un membro dell'associazione medica del mondo, ma i membri dell'AMA non sono tenuti a eseguire ciò che dice l'AMM e non c'è nessun rapporto convenzionale che li lega.

## Akbar Gangi
Akbar Gangi è un giornalista iraniano, prigioniero politico nella prigione di Evin a Teheran dal 22 aprile 2000 al 18 marzo 2006. Gangi è stato in sciopero della fame tra il 19 maggio e i primi di agosto 2005, eccetto per un periodo di 12 giorni di permesso premio che gli furono concessi il 30 maggio prima della nona elezione presidenziale iraniana il 17 giugno 2005. È stato rappresentato da un gruppo di avvocati, compreso il Premio Nobel per la Pace Shirin Ebadi. Mentre era in sciopero della fame, Gangi scrisse due lettere dirette alle persone libere di tutto il mondo, spingendo, il 12 giugno 2005, il presidente degli Stati Uniti George W. Bush a chiedere all'Iran il rilascio immediato e senza condizioni del giornalista. Nonostante in patria la notizia non si diffuse a causa della censura, lo sciopero della fame di Gangi sollevò un movimento di solidarietà internazionale e si interruppe solo dopo 50 giorni consecutivi, con il ricovero del giornalista ormai in punto di morte. Ripresosi, l'uomo finì di scontare la sua pena e venne liberato, lasciando l'Iran pochi mesi più tardi.

## Nadiya Savchenko
Nadiya Savchenko, celebre politica e pilota nell'esercito ucraino, ha utilizzato lo sciopero della fame due volte come forma di protesta. La prima volta è stata durante la sua detenzione in un carcere russo nel 2014, dove era accusata dalle autorità di aver ucciso due giornalisti russi. Durante la visita di Putin in Italia nel 2015, membri del Partito Radicale hanno promosso uno sciopero della fame in solidarietà con Savchenko.
Il secondo sciopero della fame di Savchenko è avvenuto durante la sua detenzione per custodia cautelare in Ucraina nel 2018, con l'accusa di aver pianificato un colpo di stato.

## Pavel Kushnir
Pavel Kushnir era un pianista e attivista politico russo, arrestato dalle autorità russe e accusato di istigazione al terrorismo, in seguito alla pubblicazione di materiali contro la guerra in Ucraina. Kushnir, arrestato nel maggio del 2024 e detenuto nella prigione di Birobidžan, è morto il 28 luglio in seguito ad uno sciopero della fame.